# 黒のクレール
「黒のクレール」（くろのクレール）は、1981年10月21日に発売された大貫妙子の8枚目のシングル。ブレイクのきっかけとなった収録アルバム『Cliché』の代表曲の一つである。
愛の終焉を描いた作品で、国内外の多くのアーティストからカバーされている。2013年にはKIRINJIがカバーしている。

## 背景
表題曲「黒のクレール」は、日立 "maxell" カセットテープのCM曲として書き下ろされた楽曲で、同CMには大貫自身も出演していた。大貫は、地方の人から「なんでもいいから出て欲しい、動いてるところが見たい」といった内容の手紙を数多く貰ったことから、コマーシャルに出て喜んでもらえればと、尚且つ自分の路線は崩さずに、これまでの流れの中でやって来た仕事の一環として軽い気持ちで受けようと思ったという。大貫はその後もCMソングは多数手掛けたものの、本人がCMに出演したのはこの1回のみである。なお、このマクセル・カセットテープ ″UD″ シリーズのCMには大貫のほか、吉田美奈子とRAJIEも出演していた。
大貫曰く、曲は1971年に公開されたアメリカ合衆国の映画『SUMMER OF '42』(邦題：おもいでの夏) の音楽を担当したミシェル・ルグランが手掛けた曲をイメージして制作し、同映画の監督であるロバート・マリガンに捧げる曲であるとのこと。アレンジは恥ずかしいぐらいロマンティックにやってもらわなくては困るとし、曲のエンディングで流れる駆け下りてくるようなピアノのフレーズは、大貫自身のアイデアによるものである。編曲を担当した坂本龍一は当初「そんなの恥ずかしいから、絶対、嫌だ」と拒んだが、大貫から「そこをなんとか」と懇願され、渋々引き受けたという。
大貫は ″黒″という色そのものが一つの暗示になるようなものにしようと考え、黒い靴や髪の毛といった物質的な″黒″のイメージを最初に使うことは避けて詞を書いた。詞の中の ″The Card is Black″ というフレーズは、トランプゲームでスペードのカードを引いた時の ”嫌な予感” や ”悪い暗示” のイメージだという。ちなみに ″クレール″ (clair) とは、フランス語で ”明るい”  ”透明な”  ”明瞭な” などを意味する。
B面曲「アヴァンチュリエール」(aventurier) は、アルバム『AVENTURE』からのリカット。タイトルは「冒険者たち」という意味で、1967年公開のフランス映画『冒険者たち』（主演：アラン・ドロン、リノ・ヴァンチュラ）がモチーフになっており、夏のフランス海岸を思わせる仕上がりとなっている。

## 受容
漫画家のヤマザキマリは中学時代に「黒のクレール」を繰り返し聴き、この曲をイメージした絵を描くほど好きだったと語っている。
東直己の小説『半端者―はんぱもん―』（2011年）の中で、主人公の北大の学生の「俺」がビーチでマルガリータを飲みながら大貫妙子の「黒のクレール」を聞き、あれこれ考える場面が1章の冒頭部に出てくる。

## 収録曲
両曲とも作詞・作曲: 大貫妙子 - 編曲: 坂本龍一
1. 黒のクレール (4:59)
2. アヴァンチュリエール (4:44)

## 参加ミュージシャン
黒のクレール
- Keyboards, Drums：坂本龍一
- Guitar：大村憲司
- Bass：細野晴臣

アヴァンチュリエール
- Acoustic Piano, Arp Odyssey, Prophet 5：坂本龍一
- Guitars：大村憲司
- Bass：中村裕二
- Drums：高橋幸宏

## 収録アルバム
- 『Cliché』（1982年）
- 『The very best of 大貫妙子』（1986年）
- 『PURE DROPS』（1991年）
- 『NEW BEST 大貫妙子』（1994年）
- 『CLASSICS』（1995年）
- 『LIVE '93 Shooting Star in the Blue Sky』（1996年） - ライヴ
- 『pure acoustic』（1996年）
- 『History 1978-1984』（1999年）
- 『Library 〜Anthology 1973-2003〜』（2003年）
- 『ゴールデン☆ベスト 大貫妙子～RCA YEARS』（2005年）
- 『Boucles d'oreilles』（2007年）
- 『ゴールデン☆ベスト 大貫妙子 THE BEST 80'S DIRECTOR'S EDITION』（2011年）
- 『Pure Acoustic 2018』（2018年） - ライヴ
- 『Onuki Taeko Symphonic Concert 2020』（2022年） - ライヴ

## カバー
| 曲名         | アーティスト             | 収録作品                                                            | 発売日         | 備考                     |
| ------------ | ------------------------ | ------------------------------------------------------------------- | -------------- | ------------------------ |
| 黒のクレール | テレサ・カルピオ(杜麗莎) | アルバム『The Magic Of Teresa Carpio』                              | 1983年8月      | タイトルは「夜汽車」     |
| 黒のクレール | 原真祐美                 | アルバム『ベール・クレール』                                        | 1984年2月21日  |                          |
| 黒のクレール | 風見律子                 | アルバム『アヴァンチュリエ』                                        | 1986年8月22日  |                          |
| 黒のクレール | 夢劇院                   | アルバム『夢劇院』                                                  | 1988年         | タイトルは「生日的願望」 |
| 黒のクレール | 井上芳雄                 | アルバム『空に星があるように』                                      | 2004年8月11日  |                          |
| 黒のクレール | Negrita(ネグリータ)      | アルバム『音のブーケ 大貫妙子 カヴァー集』                          | 2008年3月2日   |                          |
| 黒のクレール | 岩崎宏美                 | アルバム『Dear Friends V』                                          | 2010年10月20日 |                          |
| 黒のクレール | KIRINJI                  | アルバム『大貫妙子トリビュート・アルバム -Tribute to Taeko Onuki-』 | 2013年12月18日 |                          |
| 黒のクレール | 普天間かおり             | アルバム『Mellow』                                                  | 2014年12月24日 |                          |
| 黒のクレール | 森川美穂                 | ライブ『森川美穂 Cover Live 2022 ～あなたが愛したLove song2～』     | 2022年5月1日   |                          |

## 参考資料
- 『Cliché』（ライナーノーツ）大貫妙子、DEAR HEART、1999年6月23日。BVCK-38012。 – 初盤は1982年9月（RCA/RVC）
- 『AVENTURE』（ライナーノーツ）大貫妙子、DEAR HEART、1999年6月23日。BVCK-38011。 – 初盤は1981年5月（RCA/RVC）
- 『Cliché』（ライナーノーツ）大貫妙子、DEAR HEART、2008年1月23日。BVCK-18022。
- 『大貫妙子トリビュート・アルバム -Tribute to Taeko Onuki-』（ライナーノーツ）Various Artists（岡村靖幸・坂本龍一、ほか）、commons、2013年12月18日。RZCM-59438。
- 大貫妙子解説『ミュージック・ステディ』ステディ出版〈MUSICIAN FILE 大貫妙子徹底研究〉、1982年4月20日。
- 細川周平; 片山杜秀『日本の作曲家――近現代音楽人名事典』日外アソシエーツ、2008年6月。ISBN 978-4816921193。
- 長井英治監修『日本の女性シンガー・ソングライター』シンコーミュージック・エンタテイメント〈ディスク・コレクション〉、2013年4月。ISBN 978-4401638048。
- 木村ユタカ監修『ジャパニーズ・シティ・ポップ』（増補改訂版）シンコーミュージック・エンタテイメント〈ディスク・コレクション〉、2020年2月。ISBN 978-4401648771。